# Meihua Shan

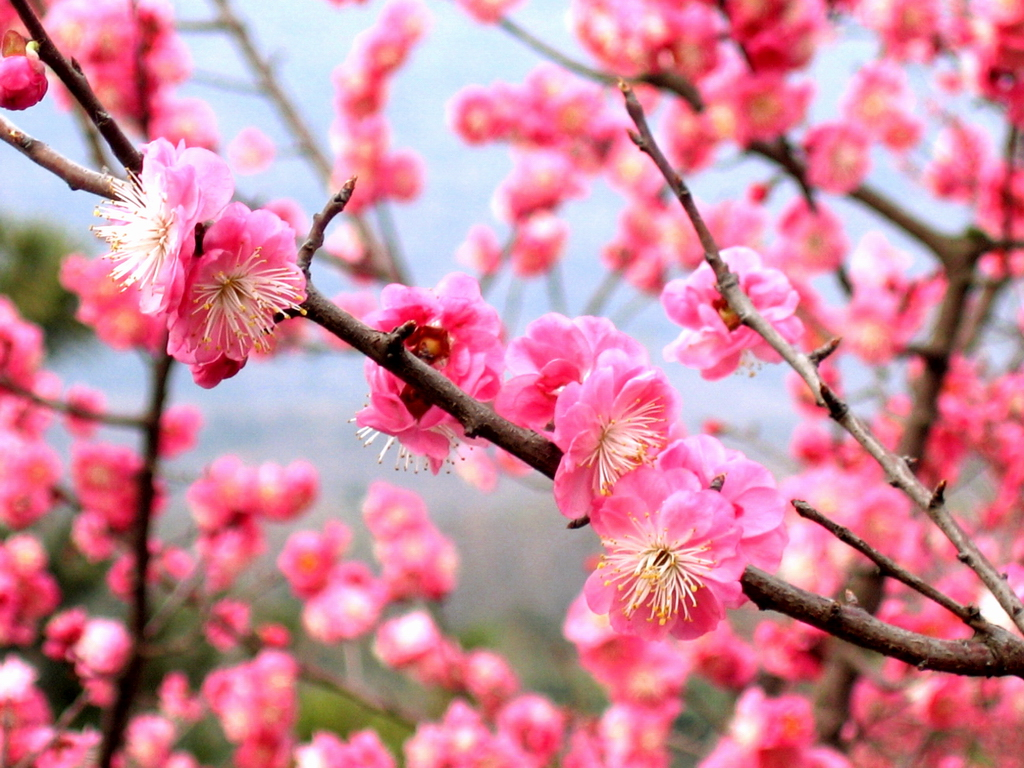
Blühende Japanische Pflaume

Meihua Shan (chinesisch 梅花山, Pinyin Méihuā Shān, wörtliche Übersetzung: Pflaumenblütenberg) ist eine Anhöhe im Süden des Purpurberges in den östlichen Vororten von Nanjing.

## Lage und Geschichte
Sie liegt südwestlich des Sun-Yat-sen-Mausoleums und südlich des Ming-Xiaoling-Mausoleums. Der Name leitet sich von den überall auf dem Berg angepflanzten Pflaumen her. Meihua Shan und der "Garten der 10 000 Pflaumen" umfassen eine Fläche von 162 ha, wo mehr als 230 Sorten mit 13 000 Pflaumenbäumen vertreten sind. Der Garten zählt zu den vier berühmten Pflaumengärten (chinesisch 四大梅園). Das Internationale Pflaumenfestival (chinesisch 中国南京国際梅花節, Pinyin Zhōngguó Nánjīng guójì méihuājié) wird in Nanking jeden Frühling veranstaltet.
In einem Mausoleum in Meihua Shan (ursprünglich Sun Linggang genannt) wurde Kaiser Sun Quan bestattet. Der Sun Quan-Geschichtspark wurde 1994 am Fuße des Hügels gebaut. Er enthält eine Statue von Sun Quan und eine Ausstellung von Stelen. 2006 entdeckte das Institut für Erdbebenforschung in Jiangsu mit genauer magnetischer Suchtechnologie ein riesiges unterirdisches Gefüge auf dem Gipfel des Berges südlich des Boai-Pavillons, das für Sun Quans Grabstätte gehalten wird.
Das Ming-Xiaoling-Mausoleum befindet sich nördlich des Meihua Shans und der zu ihm führende Seelenweg verläuft unter dem Meihua-Berg von Süden nach Osten. 12 Paare von 6 Steinstatuen (Löwe, Xiezhi, Einkorn oder Qilin, Pferd, Kamel und Elefant) stehen an der Südseite des Meihua Shans.
Nachdem das Staatsoberhaupt der Neuorganisierten Regierung der Republik China Wang Jingwei erkrankt und 1944 verstorben war, wurde er auf Geheiß der japanischen Behörden auf dem Meihua Shan bestattet. Der Name des Hügels wird auf Japanisch Baikazan gelesen. He Yingqin (ein General der nach der japanischen Niederlage einmarschierenden Truppen der Kuomintang) befahl die Sprengung seiner Grabstätte im Jahre 1946, woraufhin Wang Jingweis Gebeine eingeäschert und über Qingliang Shan verstreut wurden. Am ursprünglichen Ort seines Grabes wurde ein Pavillon errichtet.
1994 wurde eine kniende Statue von Wang Jingwei (chinesisch 跪像, Pinyin guìxiàng) mit hinter dem Rücken gefesselten Händen aufgestellt, die im Frühjahr 1999 wieder entfernt wurde.

## Galerie

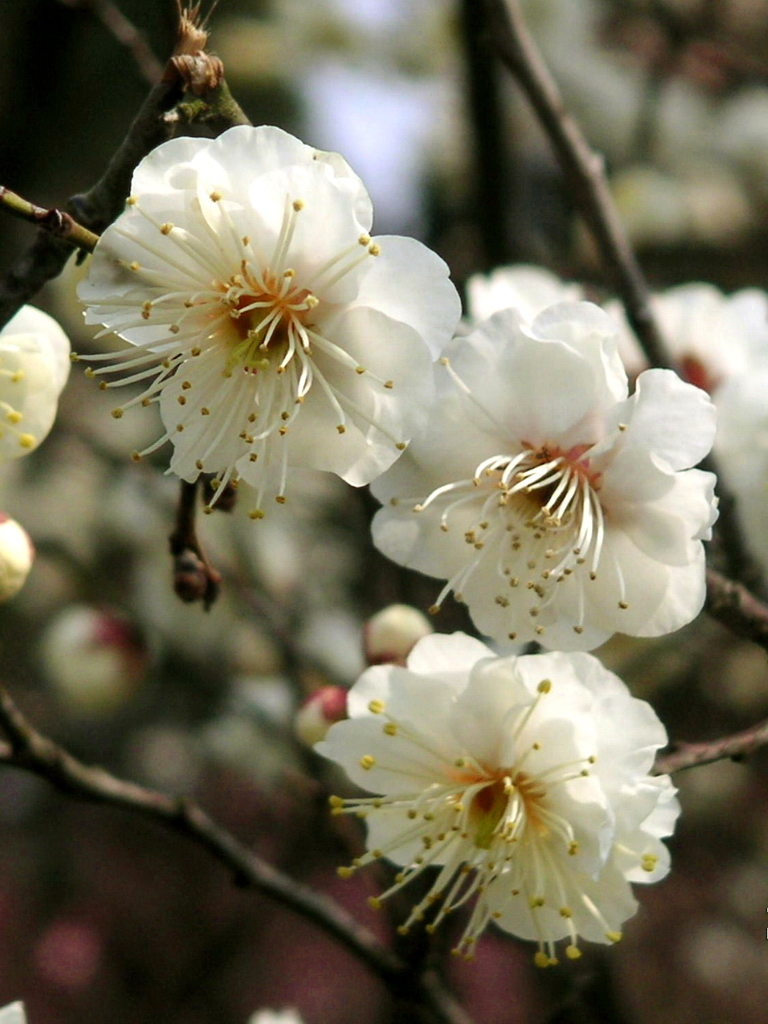
Pflaume
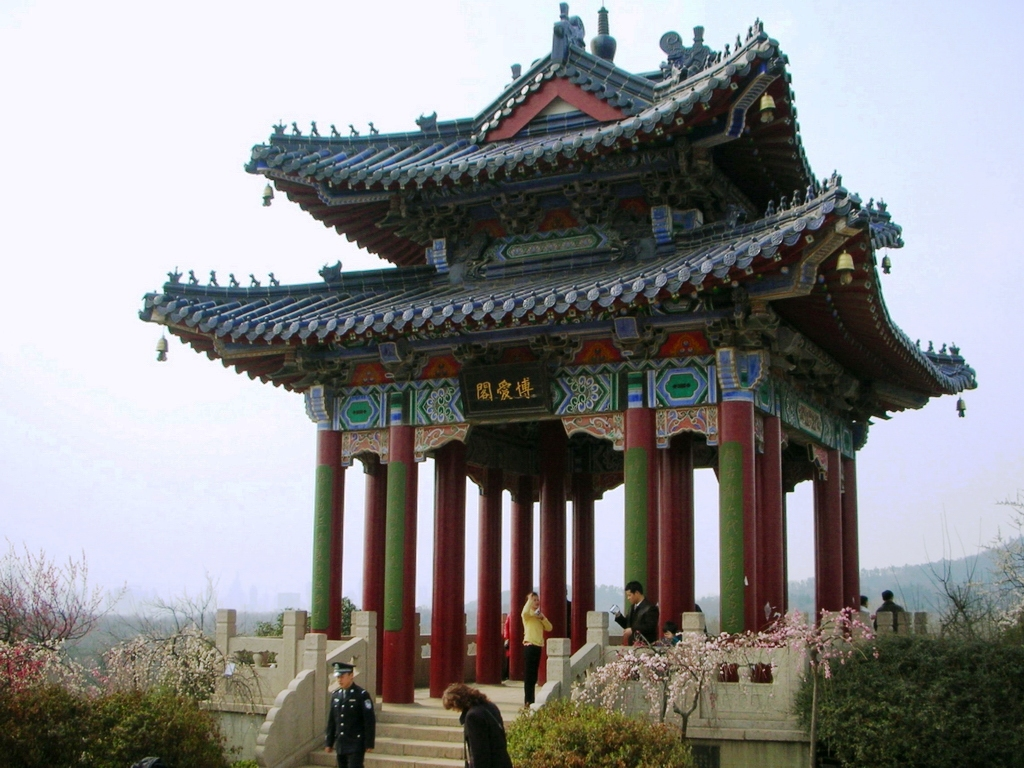
Boai-Pavillon
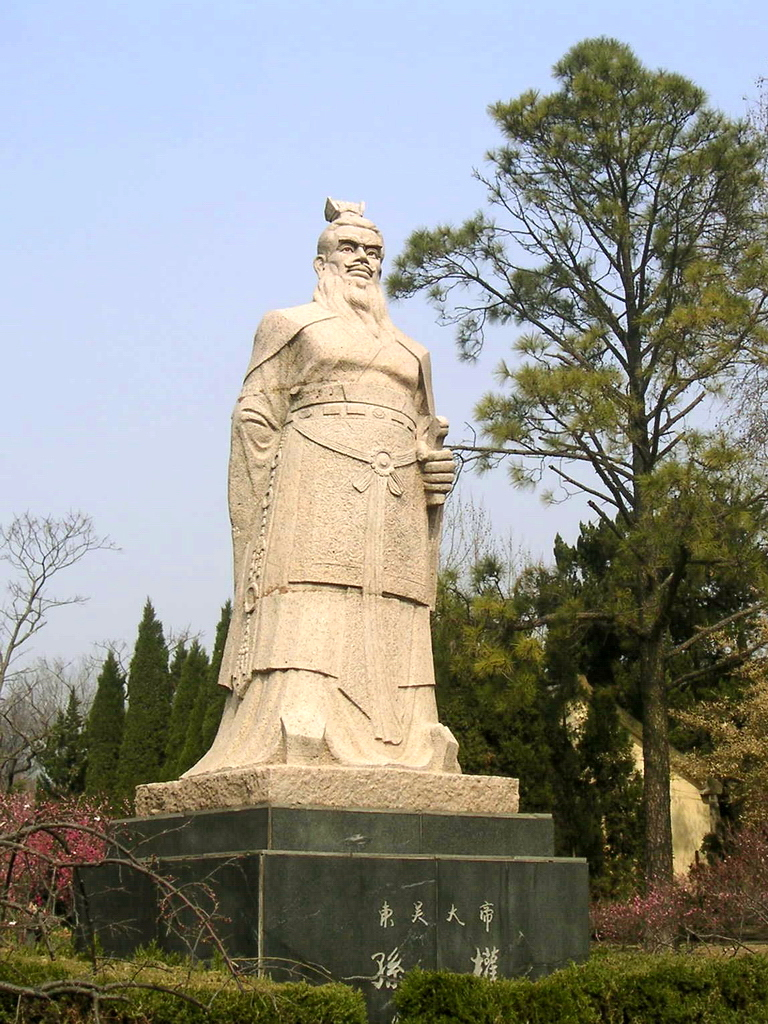
Sun Quans Steinstatue
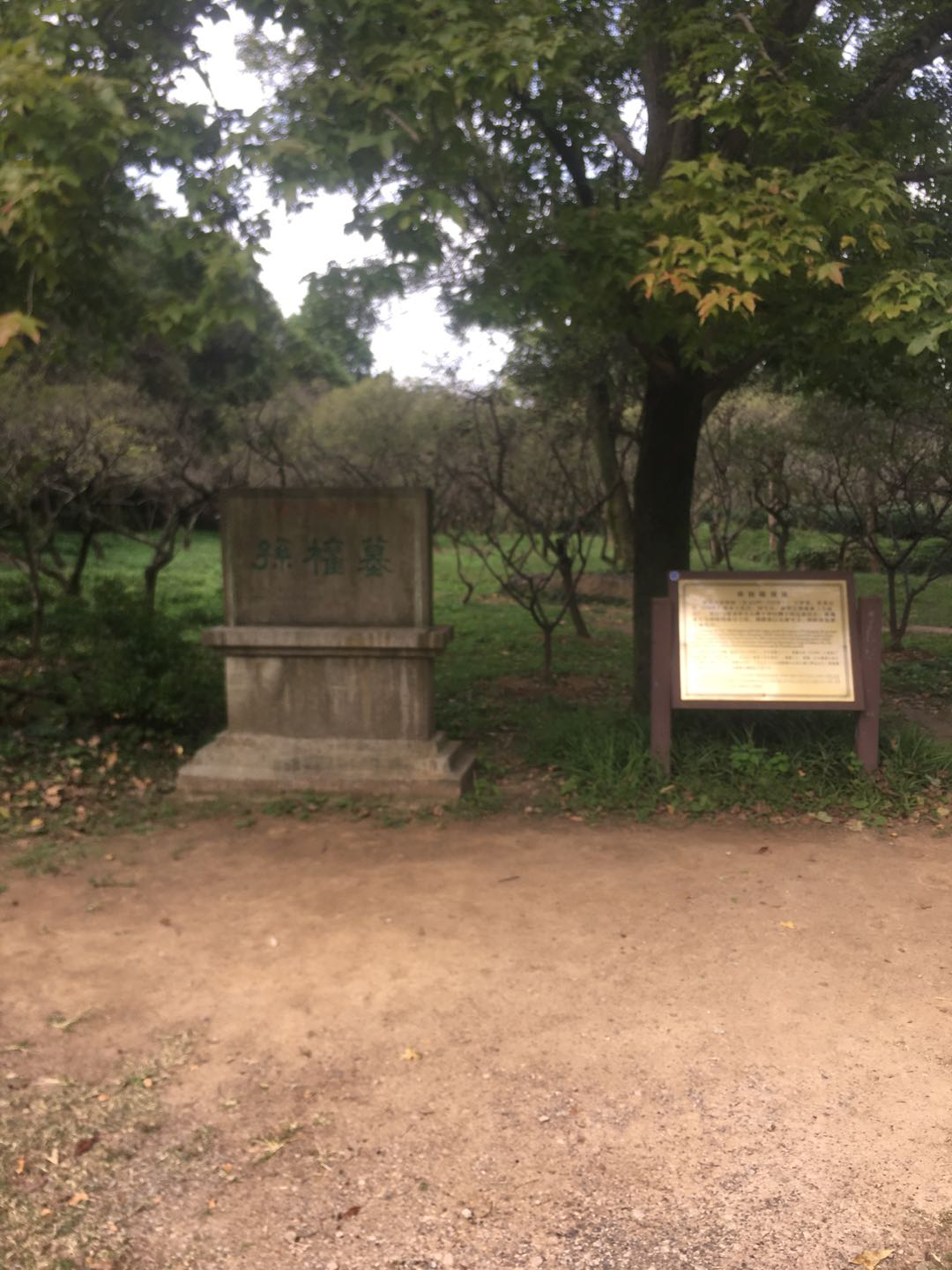
Sun Quans Grabstätte
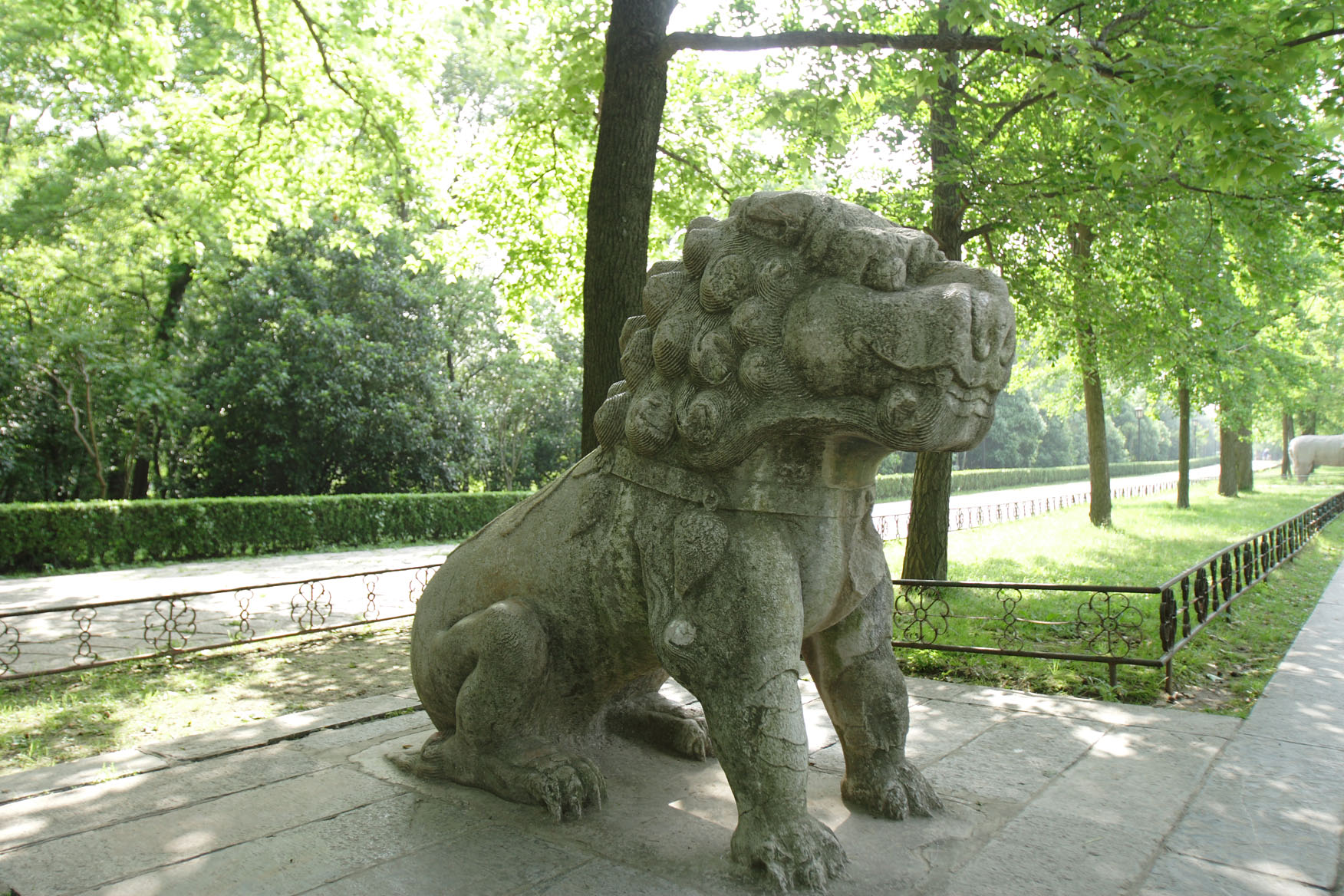
Löwe auf dem Seelenweg zum Ming-Xiaoling-Mausoleum
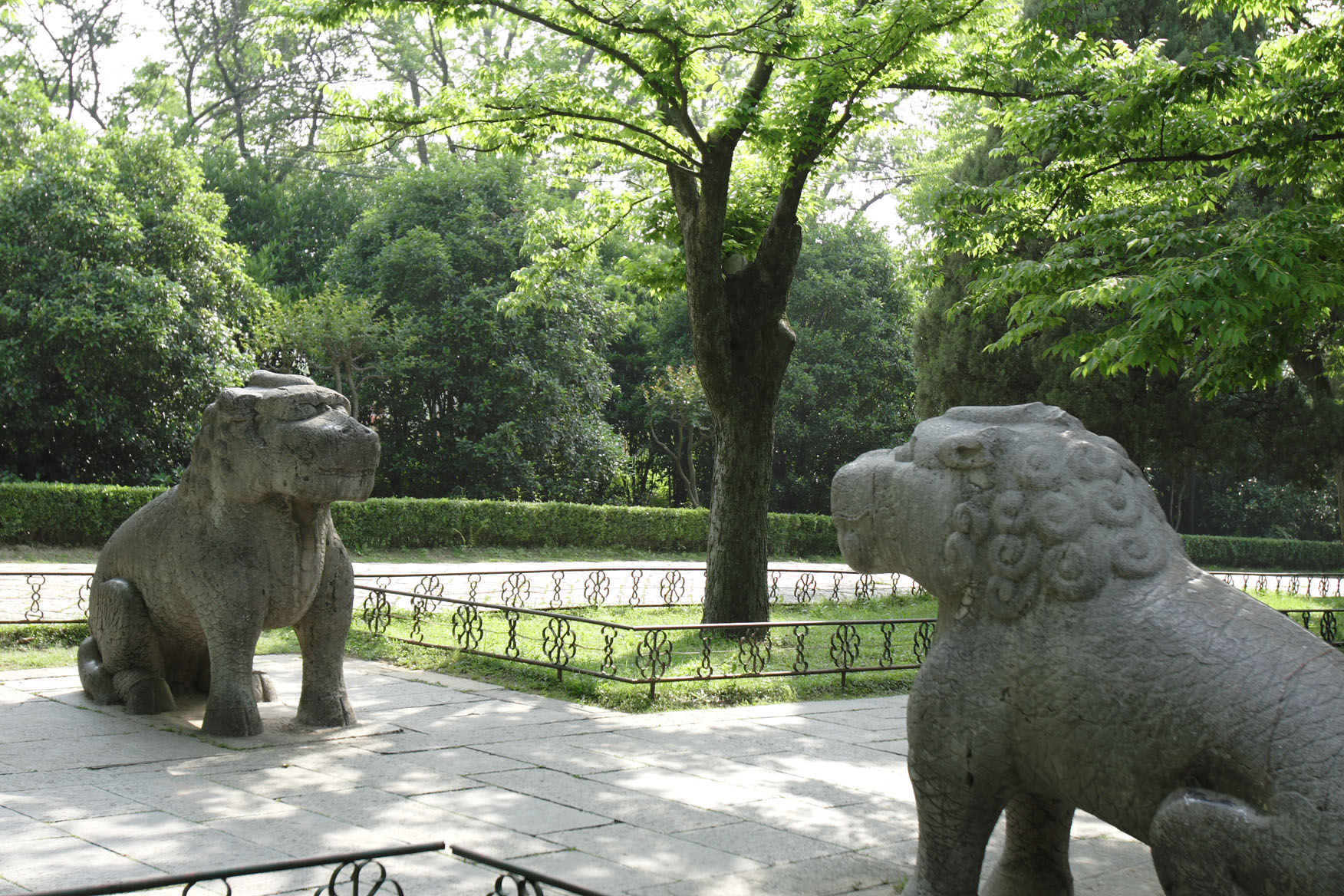
Qirin (Einkorn) auf dem Seelenweg zum Ming-Xiaoling-Mausoleum